# アルタバノス4世
- アルタバヌス4世

アルタバノス4世（Artabanus IV、? - 224年、在位：216年 - 224年）は、アルサケス朝パルティアの王。ヴォロガセス6世に対抗してパルティア領の大半の支配権を握ったが、アルダシール1世に敗れて殺害された。

## 来歴
ヴォロガセス5世の息子として生まれた。ヴォロガセス5世が死去すると、208年に兄のヴォロガセス6世が即位したが、年々対立は深まり、216年（異説あり）、メディア地方を拠点に反乱を起こした。
ヴォロガセス6世との戦いはほぼ勝利のうちに終わり、バビロニアを除くパルティア領のほとんどがアルタバノス4世の支配下に入った。217年、ローマ帝国の皇帝カラカラがメディアに侵攻してきた。当初ローマ軍に要衝アルベラを陥落させられたが、やがてアルタバノス4世は反撃に移った。その後カラカラが死去しマクリヌスがローマ皇帝となると講和会議が行われたが、これは不調に終わり、再び戦端が開かれた。最終的にアルタバノス4世はニシビスでローマ軍を破ってその侵攻を退けた。
224年頃、パルティアの従属王国の1つペルシス王国（従属王国中最大の国）で、パーパクに代わってアルダシール1世が即位した。アルダシール1世は即位後直ちにパルティアに反旗を翻し、パルティア東部領土を支配していたアルタバノス4世はこれを鎮圧に向かった。
戦争は長期にわたって続いたが、224年にホルミズド平原の戦い（ホルミズドハーン、現イスファハーンの北）でアルタバノス4世は敗れ、アルダシール1世によって殺害された。以後アルダシール1世は諸王の王を名乗り、またスーレーン氏族をはじめ有力な貴族が彼の覇権を承認するようになった。アルダシール1世はアルタバノス4世の対立王であったヴォロガセス6世も228年には滅ぼし、ここにパルティア王国は滅亡し、サーサーン朝ペルシアが成立した。
アルタバノス4世の死後、その息子アルタヴァスデスが尚もアルダシール1世に抵抗を続けたものの、最後は捕らえられてクテシフォンで処刑された。また、アルタバノス4世の娘の1人は、アルダシール1世の妻として王権の血統的正当性を付与する役割を負うことになる。